# Fázisvezérelt antennarács

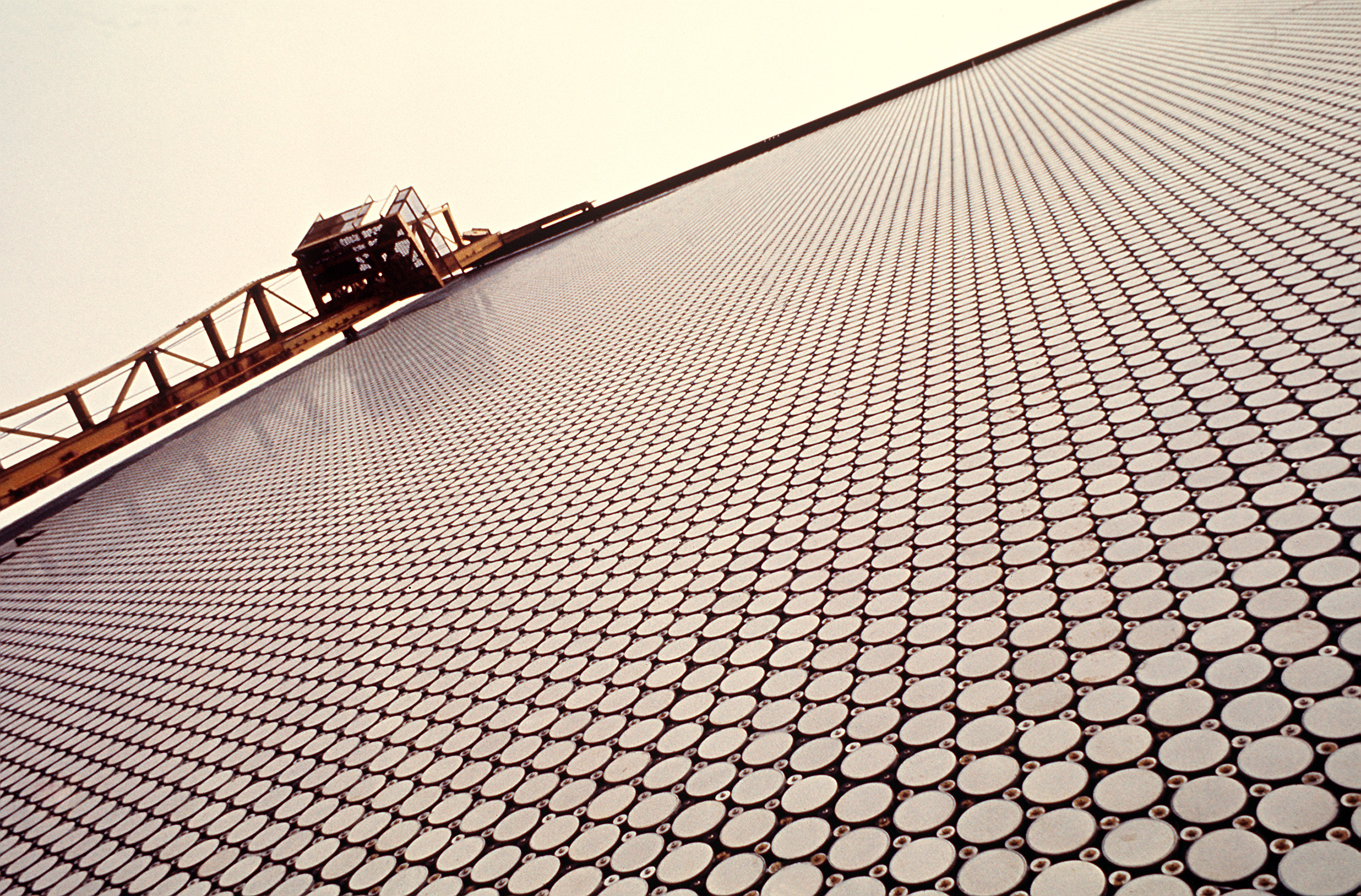
A szovjet ballisztikus rakétákkal végzett kísérletek megfigyelésére épített amerikai Cobra Dane rádiólokátor 34 000 elemből álló fázisvezérelt antennarácsa

Animált diagramja többfázisú antenna. TX - adó, ф - fázistoló, A - antennák, C - számítógép. A piros vonalak a hullámfront által kibocsátott minden antenna

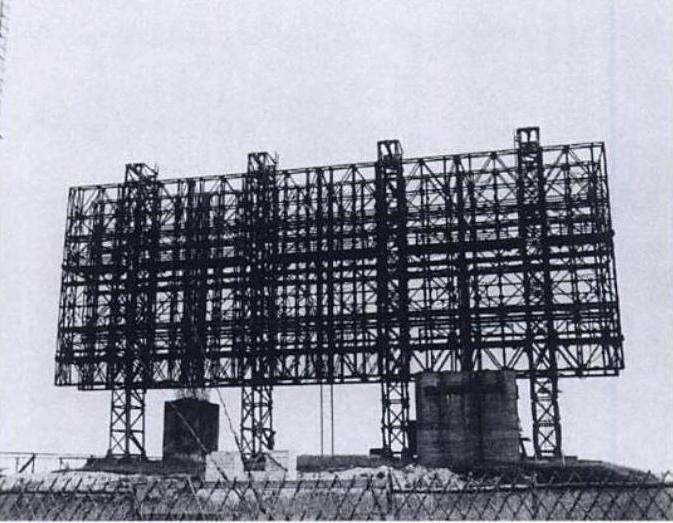
A második világháborús német FuMG 41/42 "Mammut", a világ első (PESA rendszerű) fázisvezérelt antennaráccsal ellátott rádiólokátora

A fázisvezérelt antennarács a korszerű rádiólokátorok sugárnyalábjának eltérítésére használt eszköz.

## Működése
Nyílásfelületén sok (akár több tízezer) apró, egyszerű (pl. dipól-) antenna van fixen elhelyezve. A kisugárzott nyaláb eltérítését az egyes antennák által kisugárzott jel fázisának szisztematikus változtatásával oldják meg, azaz az egymás melletti antennák mindig kicsit más fázisban sugároznak. A kisugárzott rádiójelek a sugárzási mintázatnak megfelelően egyes irányokban összeadódnak, más irányokban kioltódnak, így a lokátor végül csak bizonyos, meghatározott irányokban sugároz.
Antennarácsok kisugárzott sugárnyalábját nem csak a fázis, hanem a frekvencia és az amplitúdó rendszeres változtatásával lehet irányítani, ez utóbbi rendszerek kevésbé elterjedtek. A fázisvezérlés elvét más, hasonló eszközökben, például orvosi célra épített ultrahangos készülékekben is alkalmazzák.
A fázisvezérelt antennarácsoknak számos előnye van a hagyományos kialakítású, mechanikus sugáreltérítésű antennákhoz képest: mozgó alkatrész nincsen bennük, ezért kevésbé hajlamosak a meghibásodásra. Nincsen szükség az antennát mechanikusan mozgató mechanizmusra, így a kisugárzott jel iránya sokkal gyorsabban, néhány nanoszekundum alatt változtatható. Az ilyen lokátorok képesek egyszerre több irányba sugározni, így egyszerre több célt követni. Azonban az antenna teljes felülete csak a pont az antenna előtt lévő célok észlelésekor van kihasználva, oldalirányban a hasznos felület az antenna síkjával bezárt szög koszinuszának megfelelően csökken, azaz az antenna síkjában (attól 90°-ra oldalra) lévő célokat már nem észleli, emiatt szükség lehet az antenna mechanikus mozgatására.
Az első fázisvezérelt antennarácsokat a második világháborúban, Németországban és Angliában építették. Fejlesztésük a számítástechnika térnyerésével gyorsult fel.

## Fajtái

### PESA
A PESA (Passive Electronically Scanned Array) rendszernél a mikrohullámú rezgést egy központi jelgeneráló egység (magnetron, klisztron, vagy haladóhullámú elektroncső) állítja, elő, ez jut fázistolókon keresztül az antennákhoz. Felépítése egyszerűbb az AESA-rendszernél.

### AESA
Az AESA (Active Electronically Scanned Array) rendszerben minden egyes adó-vevő elem mellé külön jelgenerátor és erősítő került beépítése, így mindegyik antenna külön jelet sugároz, amely teljesen független lehet a szomszédaitól (például más lehet a frekvenciája). Kifejlesztése a mikroelektronika fejlődésével vált lehetővé. A tranzisztorok nagyobb frekvenciatartományban képesek működni, mint a korábbi elektroncsövek, és az is lehetséges, hogy minden egyes impulzust más frekvencián bocsásson ki a lokátor. Ez komoly zavarvédettség elérését teszi lehetővé. Az AESA rendszerű radarok, ellentétben a hagyományos radarokkal, nem szabályos bocsátanak ki impulzusokat, hanem kvázi-véletlenszerű időközönként és frekvenciákon, ezt a hagyományos besugárzásjelző berendezések nem veszik észre. Mivel azonban viszonylag kis felületen nagyon sok mikroelektronikai eszközt helyeznek el, ebben az esetben a berendezés hűtése viszonylag bonyolult feladat.
A mikroelektronika térnyerésével folyamatosan csökken az adó-vevő elemek mérete, 2007-ben egy, a DARPA által finanszírozott projektben egy 2,6×3,2 milliméteres chipre 16 adó-vevő elemet integráltak a teljes elektronikával együtt.